# Iwate (croiseur)
L'Iwate (磐手) est un croiseur cuirassé de la classe Izumo construit pour la marine impériale japonaise à la fin des années 1890.

## Historique
Le Japon n'ayant pas la capacité industrielle de construire lui-même de tels navires de guerre, le navire a été construit en Grande-Bretagne.
Il participa à la plupart des batailles navales de la guerre russo-japonaise de 1904–05. Il fut modérément endommagé pendant la bataille de Port-Arthur, la bataille d'Ulsan et la bataille de Tsushima. L'Iwate joua un rôle mineur dans la Première Guerre mondiale et débuta la première de ses nombreuses croisières de formation pour les élèves-officier en 1916, une tâche qui durera jusqu'à la fin de 1939. Le navire continua ses formations dans les eaux intérieures tout au long de la guerre du Pacifique, avant d'être coulé par un avion de transport américain lors du bombardement de Kure en juillet 1945. Son épave fut renflouée puis mise au rebut en 1946–47.